# Prince of Songkla-Universität
Die Prince of Songkla-Universität (thailändisch มหาวิทยาลัยสงขลานครินทร์, RTGS Mahawitthayalai Songkhla Nakkharin; „Fürst-von-Songkhla-Universität“; englisch Prince of Songkla University, PSU) ist eine staatliche Universität in Süd-Thailand. Die Universität ist nach Prinz Mahidol Adulyadej, Fürst von Songkhla, dem Vater von König Bhumibol Adulyadej (Rama IX.), benannt.

## Geschichte
Die Universität entstand 1967 als dritte staatliche Universität außerhalb der Hauptstadt Bangkok. 1968 zog sie als Universität von Süd-Thailand (University of Southern Thailand) nach Pattani um. 1971 wurde der Campus in Hat Yai eröffnet, an dem heute mehr als 50 % der Studenten lernen. Phuket wurde 1977 eröffnet, Surat Thani 1980 und Trang 1991. Heute studieren mehr als 36.000 Studenten an der Prince of Songkla-Universität.

## Lage
Die Prince of Songkla-Universität ist über mehrere Provinzen von Süd-Thailand verstreut. Neben dem größten Campus in Hat Yai, Provinz Songkhla, befinden sich weitere Campus der Universität in Pattani, Phuket, Surat Thani und Trang.

## Fakultäten und Einrichtungen

### Campus Hat Yai

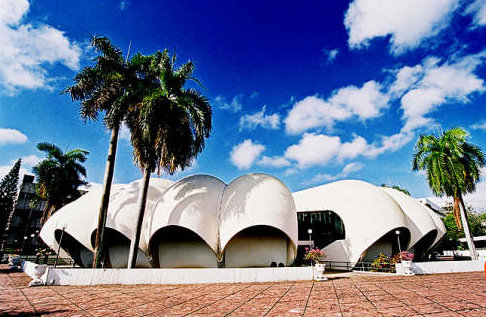
„Kürbisgebäude“ der Naturwissenschaftlichen Fakultät, Campus Hat Yai

Der zentrale Hauptcampus in Hat Yai beherbergt 15 Fakultäten, eine Graduiertenschule, ein Internationales College, die Zentralbibliothek, das Maha Chakri-Naturkundemuseum und das Zentrum für Artenvielfalt von Süd-Thailand.

Die Fakultäten sind:
- Fakultät für Naturwissenschaften
- Fakultät für Ingenieurwissenschaft
- Fakultät für Lagerstättenkunde
- Fakultät für Agrarindustrie
- Fakultät für Umweltmanagement
- Fakultät für Medizin
- Fakultät für Traditionelle Medizin
- Fakultät für Medizintechnik
- Fakultät für Krankenpflege
- Fakultät für Zahnheilkunde
- Fakultät für Pharmazie
- Fakultät für Verwaltungswissenschaft
- Fakultät für Geisteswissenschaft
- Fakultät für Rechtswissenschaft
- Fakultät für Wirtschaftswissenschaft
- Graduiertenschule
- Prince of Songkla University International College

### Campus Pattani
- Fakultät für Pädagogik
- Fakultät für Sozialwissenschaft

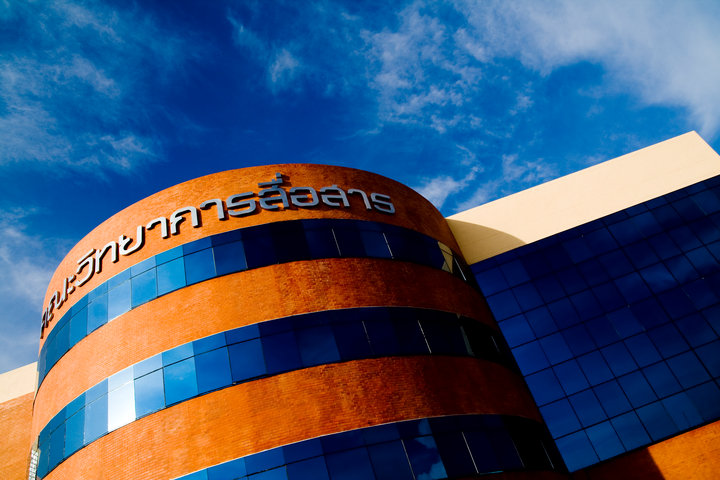
Gebäude der Fakultät für Kommunikationswissenschaft, Campus Pattani

- Fakultät für Schöne Künste und angewandte Kunst
- Fakultät für Kommunikation
- Fakultät für Politologie
- Fakultät für Wissenschaft und Technologie

Daneben gibt es die John-F.-Kennedy-Bibliothek und ein College für Islamstudien.

### Campus Phuket
- Fakultät für Touristik
- Fakultät für Internationale Studien
- Fakultät für Technologie und Umwelt
- Fakultät für Ingenieurwissenschaften

Daneben gibt es das Phuket Community College.

### Campus Surat Thani
- Fakultät für Naturwissenschaft und Technologie
- Fakultät für Geisteswissenschaft und Management

Daneben gibt es das Surat Thani Community College.

### Campus Trang
- Fakultät für Handel und Management

## Allgemeines
Die Universität ist Mitglied im ASEAN-Universitäts-Netzwerk.

## Ranking
Im QS World University Ranking 2013 zählte die Prince of Songkla-Universität in einigen Fächern (insbesondere in den Gruppen Geistes- sowie Medizin- und Biowissenschaften) zu den fünf renommiertesten Universitäten Thailands. Besonders gut schnitt sie in Agrar- und Forstwissenschaft ab, wo sie landesweit den dritten Platz belegte und auch weltweit zu den 150 führenden Universitäten zählt.